# Комбоира - Ланцоре (Торино)
Комбоира - Ланцоре је насеље у Италији у округу Торино, региону Пијемонт.
Према процени из 2011. у насељу је живело 37 становника. Насеље се налази на надморској висини од 391 м.